# Compromis
Un compromis (en anglais trade-off ou tradeoff) est une décision situationnelle qui implique de diminuer ou de perdre une qualité, une quantité ou une propriété d'un ensemble ou d'un design, en échange de gains dans d'autres aspects. En d'autres termes, un compromis est une décision qui fait d'un côté augmenter quelque chose, de l'autre diminuer autre chose. Les compromis découlent de limitations ayant de nombreuses origines, y compris la physique - par exemple, seul un certain volume d'objets peut tenir dans un espace donné, donc un conteneur plein doit retirer certains articles pour en accepter plus, et les navires peuvent soit transporter quelques grands articles soit plusieurs petits articles. Les compromis se réfèrent également généralement à différentes configurations d'un même élément, comme l'accordage de cordes sur une guitare pour permettre de jouer différentes notes, ainsi que l'attribution de temps et d'attention à différentes tâches. 
Le concept du compromis suggère un choix tactique ou stratégique fait en pleine compréhension des avantages et des inconvénients de chaque configuration. Un exemple économique est la décision d'investir dans des actions, qui sont risquées mais offrent un rendement potentiel élevé, par rapport aux obligations, qui sont généralement plus sûres mais avec des rendements potentiels inférieurs. 
En économie, un compromis est généralement exprimé en termes de coût d'opportunité d'un choix potentiel, qui est la perte de la meilleure alternative disponible. 
Un exemple de compromis d'opportunité pour un individu serait la décision d'un travailleur à temps plein de s'absenter au travail avec un salaire de 50 000 € pour suivre des cours de médecine avec des frais de scolarité annuels de 30 000 €, et de gagner 150 000 € en tant que médecin après sept ans d'études. Si nous supposons, pour des raisons de simplicité, que la faculté de médecine n'autorise que les études à temps plein, alors la personne qui envisage d'arrêter de travailler serait confrontée à un compromis entre, soit ne pas aller à la faculté de médecine et gagner 50 000 $ au travail, soit aller à la faculté de médecine et perdre 50 000 $ en salaire et avoir à payer 30 000 $ en frais de scolarité mais gagnant 150 000 $ ou plus par an après sept ans d'études.

## Exemples
Le concept de compromis est souvent utilisé pour décrire des situations de la vie quotidienne,. Le vieil adage anglais « ne mettez pas tous vos œufs dans le même panier » implique un compromis en ce qui concerne la répartition du risque, comme lorsque l'on achète un fonds commun de placement composé d'actions de plusieurs sociétés de capitaux, la mutuelle ayant une variation attendue plus faible des rendements. 

### Poubelles
De même, les poubelles utilisées à l'intérieur puis sorties dans la rue et vidées dans une benne à ordures ménagères peuvent être petites ou grandes. Une grande poubelle n'a pas besoin d'être emportée trop souvent à la benne, mais elle peut devenir trop lourde lorsqu'elle est pleine, et l'utilisateur risque de se fatiguer ou de se blesser le dos en la déplaçant. Le choix de la poubelle est un compromis entre la fréquence du besoin de sortir les poubelles et la facilité et la sécurité d'utilisation. Dans le cas des déchets alimentaires, un deuxième compromis se présente car les grandes poubelles sont plus susceptibles de rester longtemps dans la cuisine, ce qui entraîne des niveaux plus élevés de décomposition des aliments à l'intérieur et une attraction potentielle des ravageurs. Avec une petite poubelle, la boîte sera transportée plus souvent dans la benne à ordures, éliminant ainsi la pourriture persistante qui attire les parasites. Bien sûr, un utilisateur d'une grande poubelle pourrait transporter la boîte fréquemment à l'extérieur de toute façon, mais la boîte plus lourde pèserait plus et l'utilisateur devrait réfléchir davantage au moment de retirer la boîte ou de se limiter à un calendrier, par rapport à une petite boîte qui est évidemment pleine au moment de la sortie.

### Moufles
Dans les climats froids, les moufles dans lesquelles tous les doigts sont dans le même compartiment servent bien à garder les mains au chaud, mais cette disposition limite également le mouvement des doigts et empêche toute la gamme de fonctions de la main ; les gants, avec leurs doigts séparés, n'ont pas cet inconvénient, mais ils ne gardent pas les doigts aussi chauds que les moufles. En tant que tel, avec des moufles et des gants, la chaleur contre la dextérité est le compromis. De la même manière, les manteaux chauds sont souvent volumineux et entravent donc la liberté de mouvement de l'utilisateur. Les couches minces, telles que celles portées par les athlètes de sports d'hiver, donnent au porteur plus de liberté de mouvement, mais elles ne sont pas aussi chaudes.

### Musique
Lors de la copie de musique de disques compacts vers un ordinateur, des formats de compression avec perte, tels que MP3, sont couramment utilisés pour économiser de l'espace sur le disque dur, mais les informations sont « jetées » au détriment de la qualité du son. Les schémas de compression sans perte, tels que FLAC ou ALAC, prennent beaucoup plus d'espace dans le disque, mais n'affectent pas autant la qualité sonore.

### Voitures
Les grosses voitures peuvent transporter de nombreuses personnes (cinq ou plus), et comme elles ont de plus grandes zones de déformation, elles peuvent être plus sûres en cas d'accident. Cependant, elles ont également tendance à être lourdes (et souvent peu aérodynamiques) et ont donc une économie de carburant relativement médiocre. Les petites voitures comme les Smart ne peuvent transporter que deux personnes, et leur poids léger les rend très économes en carburant. En même temps, la petite taille et le poids des petites voitures signifient qu'elles ont des zones de déformation plus petites, ce qui signifie que les occupants sont moins protégés en cas d'accident. De plus, si une petite voiture a un accident avec une voiture plus grande et plus lourde, les occupants de la petite voiture s'en tireront moins bien. Ainsi, la taille de la voiture (grande ou petite) implique de multiples compromis concernant la capacité des passagers, la sécurité et l'économie de carburant.

### Athlétisme
En athlétisme, la course de sprint exige des attributs physiques différents de la course à pied d'un marathon. En tant que tels, les deux concours ont des événements distincts dans des compétitions telles que les Jeux olympiques, et chaque course comporte des équipes d'athlètes distinctes. La question de savoir si un coureur professionnel est mieux adapté à la course de marathon qu'au sprint est un compromis basé sur la morphologie et la physiologie du coureur (par exemple, la variation du type de fibre musculaire), ainsi que sur l'intérêt individuel, la préférence et les autres facteurs de motivation du coureur. Ce compromis se fait principalement du point de vue du recruteur en sport, qui décide quel rôle conviendra le mieux à un athlète potentiel. La signification du compromis est assez similaire à celle du coût d'opportunité.

## En économie
En économie, un compromis est exprimé en termes de coût d'opportunité d'un choix particulier, qui est la perte de l'alternative préférée abandonnée. Un compromis implique donc un sacrifice qui doit être fait pour obtenir un certain produit, service ou expérience, plutôt que d'autres qui pourraient être faits ou obtenus en utilisant les mêmes ressources requises. Par exemple, pour une personne qui va à un match de basket-ball, son coût d'opportunité est la perte de l'alternative de regarder un programme de télévision particulier à la maison. Si le match de basket-ball se déroule pendant ses heures de travail, le coût d'opportunité serait alors de plusieurs heures de travail perdu, car il ou elle devrait s'absenter au travail. 
De nombreux facteurs affectent l'environnement du compromis dans un pays particulier, notamment la disponibilité des matières premières, une main-d'œuvre qualifiée, des machines pour produire un produit, la technologie et le capital, le taux du marché pour produire ce produit sur une échelle de temps raisonnable, etc. 
Un compromis en économie est souvent illustré graphiquement par un optimum de Pareto (du nom de l'économiste Vilfredo Pareto), qui montre le plus (ou le moins) le montant d'une chose qui peut être atteint pour chacun des différents montants donnés de l'autre. À titre d'exemple, dans la théorie de la production, le compromis entre la production d'un bien et la production d'un autre est illustré graphiquement par la frontière des possibilités de production. L'optimum de Pareto est également utilisé dans l'optimisation multi-critère. En finance, le modèle de tarification des immobilisations comprend une frontière efficace qui montre le niveau de rendement attendu le plus élevé qu'un portefeuille aurait pu donner à un niveau de risque particulier, mesuré par la variance du rendement du portefeuille. 
Les études de compromis sont également utilisées dans le domaine du marketing. Le produit idéal restant un objectif, les consommateurs doivent effectuer un arbitrage lorsqu'ils sont en situation d’achat. Ils doivent arbitrer en fonction d’un certain nombre de caractéristiques : la marque, les fonctionnalités, l'esthétique, les services associés (service après-vente), le prix, la réparabilité, … Une entreprise qui souhaite lancer un nouveau produit ne pouvant pas tester toutes les variantes possibles de celui, elle peut utiliser cette technique pour modéliser les comportements du marché selon les différentes propositions qu'elle peut faire. L'étude permet également d’analyser l’importance relative des différents critères de choix pour les consommateurs, au global et/ou pour les segments qui composent le marché.

## Dans d'autres domaines spécifiques
En biologie, des compromis évolutifs se produisent lorsqu'un changement bénéfique d'un trait est lié à un changement nuisible d'un autre trait. Dans la gestion des ressources environnementales, des compromis se produisent entre différentes cibles. Par exemple, ceux-ci se produisent entre la conservation de la biodiversité, la séquestration du carbone et l'équité distributive dans la distribution des fonds du programme de réduction des émissions dues à la déforestation et à la dégradation des forêts (REDD +), car maximiser l'un de ces objectifs implique de réduire les résultats dans les deux autres objectifs. 
En écologie évolutive, les trade-offs sont liés à des contraintes biologiques affectant la valeur sélective des individus. 
En démographie, les exemples de compromis peuvent inclure la maturité, la fécondité, les soins parentaux, la parité, la sénescence et le choix du partenaire. Par exemple, plus la fécondité (nombre de descendants) est élevée, plus les soins parentaux reçus par chaque progéniture seront faibles. Les soins parentaux en fonction de la fécondité afficheraient un graphique linéaire en pente négative. Un phénomène connexe, connu sous le nom de compensation démographique, survient lorsque les différentes composantes du cycle de vie des espèces (survie, croissance, fécondité, etc.) présentent des corrélations négatives à travers les aires de distribution,. Par exemple, la survie peut être plus élevée vers le bord nord de l'aire de distribution, tandis que la fécondité ou la croissance augmente vers le sud, conduisant à une compensation qui permet à l'espèce de persister le long d'un gradient environnemental. Des tendances contrastées dans les composantes du cycle de vie peuvent survenir à travers des compromis dans l'allocation des ressources, mais aussi à travers des réponses indépendantes mais opposées aux conditions environnementales. 
Les compromis sont importants en ingénierie. Par exemple, en génie électrique, la rétroaction négative est utilisée dans les amplificateurs pour échanger le gain contre d'autres propriétés souhaitables, telles qu'une bande passante améliorée, la stabilité du gain et/ou du point de polarisation, l'immunité au bruit et la réduction de la distorsion non linéaire. De même, les compromis sont utilisés pour maximiser l'efficacité énergétique des dispositifs médicaux tout en garantissant la qualité de mesure requise. 
En informatique, les compromis sont considérés comme un outil du métier. Un programme peut souvent s'exécuter plus rapidement s'il utilise plus de mémoire (un compromis espace-temps). Considérons les exemples suivants : 
- En compressant une image, on peut réduire le temps/les coûts de transmission au détriment du temps CPU pour effectuer la compression et la décompression. Selon la méthode de compression, cela peut également impliquer le compromis d'une perte de qualité d'image.
- En utilisant une table de recherche, il est possible de réduire le temps processeur au détriment de l'espace pour contenir la table, par exemple pour déterminer la parité d'un octet, on peut soit regarder chaque bit individuellement (en utilisant des décalages et des masques), soit utiliser un tableur à 256 entrées donnant la parité pour chaque motif binaire possible, ou combinez les quartets supérieur et inférieur et utilisez un tableur à 16 entrées.
- Pour certaines situations (par exemple la manipulation de chaînes), un compilateur peut être en mesure d'utiliser du code en ligne pour une plus grande vitesse, ou d'appeler des routines d'exécution pour une mémoire réduite ; l'utilisateur du compilateur doit pouvoir indiquer si la vitesse ou l'espace est plus important.

Le Software Engineering Institute dispose d'une méthode spécifique pour analyser les compromis appelée Architecture Tradeoff Analysis Method (ATAM). 
Les jeux de société de stratégie impliquent souvent des compromis : par exemple, aux échecs, il est possible d'échanger un pion contre une position améliorée. Dans le pire des cas, un joueur d'échecs pourrait même échanger la perte d'une pièce précieuse (même la reine) pour protéger le roi. Dans le jeu Go, l'on peut échanger lépaisseur contre de linfluence.
L'éthique implique souvent des intérêts concurrents qui doivent être échangés les uns contre les autres, tels que les intérêts de différentes personnes, ou des principes différents (par exemple, est-il éthique d'utiliser les informations résultant d'expériences inhumaines ou illégales pour traiter la maladie aujourd'hui ?) 
En médecine, les patients et les médecins sont souvent confrontés à des décisions difficiles impliquant des compromis. Un exemple est le cancer de la prostate où les patients doivent soupeser la possibilité d'une espérance de vie prolongée par rapport à d'éventuels effets secondaires stressants ou désagréables du traitement (compromis patient). 
Les compromis gouvernementaux sont parmi les difficultés politiques et sociales les plus controversées de tous les temps. Toute la politique peut être considérée comme une série de compromis en fonction des valeurs fondamentales qui sont les plus essentielles pour la plupart des gens ou des politiciens. Les campagnes politiques impliquent également des compromis, comme lorsque les annonces d'attaque peuvent dynamiser la base politique mais aliéner les électeurs indécis. 
Avec les horaires de travail, les employés utilisent souvent un compromis de "9/80" où une période de travail de 80 heures est compressée en un groupe étroit de 9 jours ouvrables de près de 9 heures par rapport aux 10 jours de travail traditionnels de 8 heures, permettant à l'employé de prendre un vendredi sur deux.